# یواس‌اس هاپا (اس‌پی-۶۵۰)
یواس‌اس هاپا (اس‌پی-۶۵۰) (به انگلیسی: USS Hupa (SP-650)) یک کشتی بود که طول آن ۶۳ فوت (۱۹ متر) بود. این کشتی در سال ۱۹۰۵ ساخته شد.